# Anthurium antioquiense
Anthurium antioquiense är en kallaväxtart som beskrevs av Adolf Engler. Anthurium antioquiense ingår i släktet Anthurium och familjen kallaväxter. Inga underarter finns listade.